# Ван Бек, Свен
Свен ван Бек (нидерл. Sven van Beek; 28 июля 1994, Гауда, Нидерланды) — нидерландский футболист, центральный защитник катарского клуба «Аль-Шахания».

## Клубная карьера
Ван Бек дебютировал в основном составе «Фейеноорда» 30 января 2013 года в кубковом матче против ПСВ. Он заменил Дэрила Янмата, который не мог играть из-за болезни. На 83 минуте был заменен Рональдом Куманом на полузащитника Рюда Вормера. Свой первый полный матч он отыграл против «Аякса» 18 августа 2013 года.
В феврале 2019, забив шестой свой автогол в чемпионате Нидерландов за 106 матчей, стал рекордсменом по этому показателю, обойдя Марилию, забившего шесть мячей в свои ворота в 144 играх.
1 февраля 2021 года перешёл в «Виллем II» на правах аренды.
19 июля 2021 года подписал двухлетний контракт с «Херенвеном».
16 июля 2024 года перешёл в катарский клуб «Аль-Шахания». 11 августа дебютировал в чемпионате Катара в матче против «Аль-Араби».

## Карьера в сборной
Свой первый вызов во взрослую сборную Нидерландов получил в сентябре 2014 года.

## Достижения
«Фейеноорд»
- Чемпион Нидерландов: 2016/17
- Обладатель Кубка Нидерландов (2): 2015/16, 2017/18
- Обладатель Суперкубка Нидерландов: 2017

## Статистика выступлений
по состоянию на 21 декабря 2014.
| Клубная статистика | Клубная статистика | Клубная статистика | Лига | Лига | Кубки | Кубки | Континентальные турниры | Континентальные турниры | Всего | Всего |
| Сезон              | Клуб               | Лига               | Игры | Голы | Игры  | Голы  | Игры                    | Голы                    | Игры  | Голы  |
| Нидерланды         | Нидерланды         | Нидерланды         | Лига | Лига | Кубок | Кубок | Еврокубки               | Еврокубки               | Всего | Всего |
| ------------------ | ------------------ | ------------------ | ---- | ---- | ----- | ----- | ----------------------- | ----------------------- | ----- | ----- |
| 2013/14            | Фейеноорд          | Эредивизи          | 10   | 0    | 4     | 0     | 1                       | 0                       | 15    | 0     |
| 2014/15            | Фейеноорд          | Эредивизи          | 31   | 1    | 1     | 0     | 10                      | 1                       | 42    | 2     |
| Всего              | Нидерланды         | Нидерланды         | 41   | 1    | 5     | 0     | 11                      | 1                       | 57    | 2     |
| Всего за карьеру   | Всего за карьеру   | Всего за карьеру   | 41   | 1    | 5     | 0     | 11                      | 1                       | 57    | 2     |